# The Fugs
The Fugs sind eine US-amerikanische Rockband, die Ende 1964 von Ed Sanders und Tuli Kupferberg in New York gegründet wurde. Der Name stammt aus dem Roman Die Nackten und die Toten (1948) von Norman Mailer, wo er als Euphemismus für den ähnlich klingenden Fluch benutzt wird.

## Geschichte
Die Fugs waren eher ein satirisch-literarisches Rockkabarett. Mit ihren freizügigen Texten über Sex, Drogen und Politik beschrieben sie das Lebensgefühl der Hippies und parodierten das Establishment. Sie gelten als Vorläufer von Interpreten und Bands wie Frank Zappa und Velvet Underground sowie des Punkrock.
Die Beatnik-Poeten Tuli Kupferberg und Ed Sanders waren 41 bzw. 25 Jahre alt, als sie im Dezember 1964 beschlossen, eine Rockband zu gründen. Weitere Mitglieder waren zu Beginn Ken Weaver (Schlagzeug), Steve Weber und Peter Stampfel (beide von den Holy Modal Rounders). Zum ersten Konzert der Band im Februar 1965 kamen die Größen der New Yorker Kultur- und Underground-Szene, darunter Andy Warhol, William S. Burroughs und James Michener.
1965 nahmen die Fugs ihr erstes Album auf. Sie traten bei Protestveranstaltungen gegen den Vietnamkrieg überall in den Staaten auf, dabei oft mit bekannten Künstlern und Gruppen wie Allen Ginsberg und den Mothers of Invention. Zu ihren bekanntesten Aktionen gehörten großangelegte Teufelsaustreibungen vor dem Pentagon im Oktober 1967 und am Grab von Joseph McCarthy im Februar 1968. Zu dieser Zeit gehörte auch der Gitarrist Danny Kortchmar zu der Formation.
In New York spielten die Fugs u. a. zusammen mit dem Blues Project, der Jim Kweskin Jug Band und Moby Grape. Jimi Hendrix und Frank Zappa zählten zu ihren Fans und kamen häufig zu ihren Shows. Die Besetzung der Gruppe wechselte oft, nur Kupferberg, Sanders und Weaver waren als konstanter Kern ständig dabei. Zeitweilig spielte Stefan Grossman bei den Fugs Gitarre.
Im Frühjahr 1968 waren die Fugs mit Fleetwood Mac und Ten Years After auf Tour in Skandinavien. Im September 1968 waren sie eine der umstrittensten Attraktionen bei den Essener Songtagen, wo sie ein Schwein als ihren amerikanischen Präsidentschaftskandidaten vorstellten. 1969 löste sich die Band auf, gab aber 1984 ein erstes Reunion-Konzert, allerdings ohne Ken Weaver. Von da an gab es wieder neue Alben, Auftritte und Tourneen der Fugs.
1994 organisierten die Fugs zum 25-jährigen Jubiläum des Woodstock-Festivals ein Real Woodstock-Festival. Bereits 1989 hatten sie ein Jubiläumskonzert gegeben, was sie auch 1999 wieder taten. 2003 erschien das Album The Fugs Final CD (Part 1). Tuli Kupferberg, inzwischen 80 geworden, bezeichnete sich in diesem Zusammenhang als den „ältesten Rockstar der Welt“.
2008 verwenden die Coen-Brüder den Fugs-Song „CIA Man“ als Quasi-Titelsong ihrer Komödie „Burn After Reading“.

## Diskografie
- The Village Fugs (The Fugs First Album) (1965; neu aufgelegt 1966)
- The Fugs (Second Album) (1966)
- Virgin Fugs (Bootleg) (1967)
- Tenderness Junction (1968)
- It Crawled into My Hand, Honest (1968)
- Belle of Avenue A (1969)
- Golden Filth: Live at the Fillmore East (1970)
- Refuse to Be Burnt Out (Live reunion) (1984)
- Baskets of Love (1984)
- No More Slavery (1985)
- Star Peace (eine Oper; Doppelalbum) (1986)
- Fugs Live in Woodstock (1989)
- Songs from a Portable Forest (Best of 1980s reunions) (1992)
- The Real Woodstock Festival (Doppel-CD) (1995)
- The Fugs Final CD (Part 1) (2003)
- Be Free: The Fugs Final CD (Part 2) (2010)